# Joan Carlile
Joan Carlile ou Carlell ou Carliell foi uma pintora de retratos inglesa. Ela foi uma das primeiras mulheres britânicas conhecidas a praticar pintura profissionalmente. Antes de Carlile, pintoras profissionais conhecidas que trabalhavam na Grã-Bretanha nasceram em outras partes da Europa, principalmente nos Países Baixos.

## Biografia
Joan Carlile nasceu como Joan Palmer, filha de William Palmer, um oficial dos Parques Reais e sua esposa, Mary. Carlile copiou as obras de mestres italianos e as reproduziu em miniatura. Ela também era uma pintora talentosa por direito próprio.